# Madonna in trono col Bambino tra otto angeli
La Madonna in trono col Bambino tra otto angeli è un dipinto a tempera e oro su tavola (145x122 cm) di Pietro Lorenzetti, firmato e con data mutila leggibile 1340, conservato nella Galleria degli Uffizi a Firenze.

## Storia
L'opera è probabilmente la "Nostra Donna con alcuni angeli intorno molto ben accomodati" che Vasari vide nella chiesa di San Francesco a Pistoia. Lo storico aretino citò anche una predella "con certe figure piccole tanto pronte e tanto vive, che in que' tempi fu cosa maravigliosa" della quale si sono perse le tracce.
La firma "PETRVS LAURENTII DE SENIS ME PINXIT ANNO DOMINI MCCCX[L?]" venne però male interpretata, riferendola all'artista "Pietro Laurati". Inoltre Vasari non menzionò la data, che oggi è illeggibile nell'ultima cifra, solo in via attributiva riferita al 1340, quindi alla tarda attività del pittore. Alcuni però ipotizzano che la data fosse 1315, quindi opera giovanile.
Anche il Dondori la vide nella cappella Bracciolini della chiesa pistoiese nel 1642 e poco dopo l'opera venne probabilmente spostata nella villa Dondori di San Giorgio, per poi tornare al complesso francescano pistoiese, prima di finire agli Uffizi dal 1821. La pala ha subito vari restauri prima del 1929.

## Descrizione e stile
L'opera mostra la Madonna col Bambino in Maestà, cioè in trono, attorniata da otto angeli divisi in due gruppi simmetrici ai due lati, oltre i braccioli e lo schienale. Il trono e la pedana alla base, che imita le screziature di un marmo prezioso, sono disposti secondo una prospettiva centrale intuitiva, tipica delle ricerche spaziali di quegli anni. Un fianco del trono è in luce e uno in ombra, a testimoniare le ricerche luministiche dell'artista.
Dominano le tonalità chiare, quasi pastello, soprattutto degli azzurri, dei blu e dei rosa, che sono stese in campiture larghe, dando notevole solidità alle figure, e spiccano sulla foderatura bianca con un fine motivo calligrafico dorato del trono. Madre e figlio instaurano un amorevole colloquio sottolineato dal contatto visivo e fisico, col Bambino che poggia la piccola mano sul mento della Vergine mentre l'altra le tiene un dito, in maniera tenera e affettuosa.
Originale è l'effetto con cui il mantello di Maria, sulla sinistra, scivoli verso il pavimento con una piega dritta, che non tiene conto della curvatura del sedile, facendola quindi sembrare in piedi: si tratta di un effetto sperimentale, per evitare il tradizionale ripiegarsi del mantello sulle gambe di Maria da sinistra a destra (è il lembo destro che si piega in questo caso), che richiama la scultura coeva e che genera un effetto ambiguo sull'immagine, di lieve disagio per chi la contempli.